# Tallinn Trophy de 2013
Tallinn Trophy de 2013 foi a terceira edição do Tallinn Trophy, um evento anual de patinação artística no gelo de níveis sênior, júnior e noviço. A competição foi disputada entre os dias 28 de novembro e 1 de dezembro, na cidade de Tallinn, Estônia.

## Eventos
- Individual masculino
- Individual feminino
- Dança no gelo

## Medalhistas
| Evento                        | Ouro                                        | Prata                                          | Bronze                                     |
| Sênior                        |                                             |                                                |                                            |
| Individual feminino detalhes  | Helery Halvin · Estônia                     | Oona Lindhal · Finlândia                       | Tuuli Lipiainen · Finlândia                |
| Júnior                        |                                             |                                                |                                            |
| Individual masculino detalhes | Roman Galay · Finlândia                     | Juho Pirinen · Finlândia                       | Ilia Chernykh · Rússia                     |
| Individual feminino detalhes  | Jemima Rasmuss · Noruega                    | Ksenia Kochueva · Rússia                       | Diana Reinsalu · Estônia                   |
| Dança no gelo detalhes        | Ksenia Konkina · Georgy Reviya · Rússia     | Ekaterina Chernikina · Andrey Filatov · Rússia | Marina Elias · Denis Koreline · Estônia    |
| Noviço avançado               |                                             |                                                |                                            |
| Individual masculino detalhes | Maksim Kuznetsov · Rússia                   | Aleksandr Selevko · Estônia                    | Kasparas Garsvas · Lituânia                |
| Individual feminino detalhes  | Anita Bauer · Estônia                       | Maria Semenova · Rússia                        | Lukrecija Paulikaitė · Lituânia            |
| Dança no gelo detalhes        | Viktoria Semenjuk · Artur Gruzdev · Estônia | Polina Kalinina · Maksim Nekrasov · Rússia     | Katerina Bunina · Andrei Sokolov · Estônia |

## Resultados

### Sênior

#### Individual feminino
| Pos.              | Nome              | Nacionalidade | Pontos | PC        | PL        |
| ----------------- | ----------------- | ------------- | ------ | --------- | --------- |
| Medalha de ouro   | Helery Halvin     | Estônia       | 130.73 | 44.32 (1) | 86.41 (1) |
| Medalha de prata  | Oona Lindhal      | Finlândia     | 98.17  | 34.21 (2) | 63.96 (2) |
| Medalha de bronze | Tuuli Lipiainen   | Finlândia     | 75.71  | 28.19 (3) | 47.52 (3) |
| 4                 | Alesja Doborovits | Estônia       | 58.54  | 20.06 (4) | 38.48 (4) |
| WD                | Natalja Gordejeva | Estônia       | —      | — (WD)    |           |
| WD                | Diana Zanta       | Suíça         | —      | — (WD)    |           |

### Júnior

#### Individual masculino júnior
| Pos.              | Nome           | Nacionalidade | Pontos | PC        | PL        |
| ----------------- | -------------- | ------------- | ------ | --------- | --------- |
| Medalha de ouro   | Roman Galay    | Finlândia     | 147.65 | 51.42 (1) | 96.23 (1) |
| Medalha de prata  | Juho Pirinen   | Finlândia     | 131.83 | 47.71 (2) | 84.12 (2) |
| Medalha de bronze | Ilia Chernykh  | Rússia        | 114.59 | 40.00 (3) | 74.59 (4) |
| 4                 | Anton Petrov   | Rússia        | 113.93 | 36.82 (4) | 77.11 (3) |
| 5                 | Jegor Zelenjak | Estônia       | 98.78  | 32.63 (5) | 66.15 (5) |

#### Individual feminino júnior
| Pos.              | Nome                     | Nacionalidade | Pontos | PC         | PL         |
| ----------------- | ------------------------ | ------------- | ------ | ---------- | ---------- |
| Medalha de ouro   | Jemima Rasmuss           | Noruega       | 107.08 | 35.81 (7)  | 71.27 (1)  |
| Medalha de prata  | Ksenia Kochueva          | Rússia        | 106.98 | 36.45 (6)  | 70.53 (2)  |
| Medalha de bronze | Diana Reinsalu           | Estônia       | 105.73 | 36.79 (4)  | 68.94 (3)  |
| 4                 | Thea Rabe                | Noruega       | 102.89 | 34.52 (9)  | 68.37 (4)  |
| 5                 | Sinikka Paukku           | Estônia       | 102.31 | 36.80 (3)  | 65.51 (5)  |
| 6                 | Lydia Bruhn              | Suécia        | 101.87 | 36.98 (2)  | 64.89 (6)  |
| 7                 | Elizaveta Leonova        | Rússia        | 100.98 | 37.96 (1)  | 63.02 (10) |
| 8                 | Kristina Skuleta Gromova | Estônia       | 98.30  | 35.06 (8)  | 63.24 (9)  |
| 9                 | Celine Eng               | Suíça         | 98.04  | 33.91 (12) | 64.13 (8)  |
| 10                | Sine Mari Leite          | Noruega       | 97.76  | 33.11 (17) | 64.65 (7)  |
| 11                | Minna Mikkonen           | Finlândia     | 96.60  | 33.93 (11) | 62.67 (12) |
| 12                | Brita Paula Poder        | Estônia       | 96.04  | 33.31 (15) | 62.73 (11) |
| 13                | Lotta Malinen            | Finlândia     | 93.53  | 33.23 (16) | 60.30 (14) |
| 14                | Erna - Anna Husko        | Estônia       | 93.49  | 33.49 (13) | 60.00 (15) |
| 15                | Avgusta Evseeva          | Rússia        | 92.38  | 31.66 (21) | 60.72 (13) |
| 16                | Lotta Lemetti            | Finlândia     | 91.83  | 33.38 (14) | 58.45 (16) |
| 17                | Roosa Latvala            | Finlândia     | 91.72  | 34.48 (10) | 57.24 (18) |
| 18                | Helja Makinen            | Finlândia     | 89.96  | 32.12 (20) | 57.84 (17) |
| 19                | Alisa Efimova            | Finlândia     | 86.31  | 36.50 (5)  | 49.81 (26) |
| 20                | Jannika Myntti           | Finlândia     | 85.97  | 32.52 (18) | 53.45 (19) |
| 21                | Linnea Stromberg         | Suécia        | 82.64  | 32.22 (19) | 50.42 (24) |
| 22                | Alissa Agerova           | Estônia       | 82.61  | 30.72 (22) | 51.89 (21) |
| 23                | Pernille Moen            | Noruega       | 80.95  | 30.08 (23) | 50.87 (23) |
| 24                | Mona Lehtinen            | Finlândia     | 78.88  | 26.81 (28) | 52.07 (20) |
| 25                | Heli Tammemagi           | Estônia       | 78.80  | 28.76 (25) | 50.04 (25) |
| 26                | Karoline Ranes           | Noruega       | 77.65  | 30.00 (24) | 47.65 (29) |
| 27                | Marta Rakhmatullina      | Rússia        | 77.46  | 26.43 (29) | 51.03 (22) |
| 28                | Jelizaveta Shmeljova     | Estônia       | 74.11  | 25.97 (30) | 48.14 (27) |
| 29                | Emmi Koukkari            | Finlândia     | 72.31  | 27.73 (27) | 44.58 (30) |
| 30                | Sunniva Hansen           | Noruega       | 71.39  | 23.27 (34) | 48.12 (28) |
| 31                | Nathalie Soderlind       | Suécia        | 69.06  | 28.44 (26) | 40.62 (35) |
| 32                | Jelizaveta Botjakova     | Rússia        | 67.69  | 23.52 (33) | 44.17 (31) |
| 33                | Aleksandra Tsurilova     | Estônia       | 66.85  | 24.53 (31) | 42.32 (33) |
| 34                | Alina Anisimova          | Rússia        | 64.88  | 23.62 (32) | 41.26 (34) |
| 35                | Laura Greete Luide       | Estônia       | 63.53  | 19.92 (36) | 43.61 (32) |
| 36                | Yulia Kovaleva           | Rússia        | 61.85  | 22.95 (35) | 38.90 (36) |
| 37                | Kaidi Elmik              | Estônia       | 45.19  | 18.20 (37) | 26.99 (37) |
| WD                | Ethel Enniko             | Estônia       | —      | — (WD)     |            |
| WD                | Elina Kuznetsova         | Finlândia     | —      | — (WD)     |            |
| WD                | Daria Yumatova           | Rússia        | —      | — (WD)     |            |

#### Dança no gelo júnior
| Pos.              | Nome                                  | Nacionalidade | Pontos | PC        | PL        |
| ----------------- | ------------------------------------- | ------------- | ------ | --------- | --------- |
| Medalha de ouro   | Ksenia Konkina / Georgy Reviya        | Rússia        | 107.57 | 41.25 (1) | 66.32 (1) |
| Medalha de prata  | Ekaterina Chernikina / Andrey Filatov | Rússia        | 97.67  | 35.16 (3) | 62.51 (2) |
| Medalha de bronze | Marina Elias / Denis Koreline         | Estônia       | 97.66  | 36.65 (2) | 61.01 (3) |
| 4                 | Ksenia Shevtshenko / German Frolov    | Estônia       | 75.50  | 31.50 (4) | 44.00 (4) |

### Noviço avançado

#### Individual masculino noviço avançado
| Pos.              | Nome               | Nacionalidade | Pontos | PC        | PL        |
| ----------------- | ------------------ | ------------- | ------ | --------- | --------- |
| Medalha de ouro   | Maksim Kuznetsov   | Rússia        | 94.27  | 34.45 (2) | 59.82 (1) |
| Medalha de prata  | Aleksandr Selevko  | Estônia       | 88.72  | 35.43 (1) | 53.29 (2) |
| Medalha de bronze | Kasparas Garshvas  | Lituânia      | 73.41  | 26.60 (3) | 46.81 (3) |
| 4                 | Alexey Chervonikov | Rússia        | 70.40  | 23.68 (6) | 46.72 (4) |
| 5                 | Mihhail Sokolov    | Estônia       | 70.22  | 26.06 (4) | 44.16 (5) |
| 6                 | Nikita Solovjov    | Estônia       | 56.32  | 23.90 (5) | 32.42 (6) |
| WD                | Egor Markov        | Rússia        | —      | — (WD)    |           |

#### Individual feminino noviço avançado
| Pos.              | Nome                        | Nacionalidade | Pontos | PC         | PL         |
| ----------------- | --------------------------- | ------------- | ------ | ---------- | ---------- |
| Medalha de ouro   | Anita Bauer                 | Estônia       | 80.74  | 31.80 (1)  | 48.94 (5)  |
| Medalha de prata  | Mariia Semenova             | Rússia        | 78.68  | 29.46 (2)  | 49.22 (4)  |
| Medalha de bronze | Lukrecija Paulikaite        | Lituânia      | 77.95  | 27.71 (4)  | 50.24 (3)  |
| 4                 | Guoste Damuleviciute        | Lituânia      | 77.69  | 27.18 (6)  | 50.51 (1)  |
| 5                 | Annely Vahi                 | Estônia       | 77.42  | 27.04 (8)  | 50.38 (2)  |
| 6                 | Cindy-Lilli Zimmerli        | Suíça         | 75.58  | 26.75 (11) | 48.83 (7)  |
| 7                 | Anita Maloseva              | Estônia       | 73.91  | 24.97 (16) | 48.94 (6)  |
| 8                 | Laura Britt Jarvsoo         | Estônia       | 73.15  | 29.25 (3)  | 43.90 (20) |
| 9                 | Laura Maria Haukanomm       | Estônia       | 72.44  | 25.79 (13) | 46.65 (8)  |
| 10                | Aurora Helanto              | Finlândia     | 71.86  | 26.90 (10) | 44.96 (14) |
| 11                | Alli Rytsola                | Finlândia     | 71.57  | 27.10 (7)  | 44.47 (15) |
| 12                | Anna Laura Perve            | Estônia       | 71.34  | 27.03 (9)  | 44.31 (17) |
| 13                | Alisa Hakola                | Finlândia     | 71.10  | 24.69 (18) | 46.41 (9)  |
| 14                | Liina Malinen               | Finlândia     | 70.15  | 25.81 (12) | 44.34 (16) |
| 15                | Cindy Xia                   | Noruega       | 70.10  | 24.92 (17) | 45.18 (13) |
| 16                | Veronika Kuznetcova         | Rússia        | 70.08  | 23.80 (26) | 46.28 (10) |
| 17                | Rebecca Granskog            | Finlândia     | 69.70  | 24.47 (21) | 45.23 (12) |
| 18                | Linda Lukas                 | Estônia       | 68.84  | 23.43 (27) | 45.41 (11) |
| 19                | Anna Saarela                | Finlândia     | 68.40  | 24.47 (20) | 43.93 (19) |
| 20                | Thyle Kelder                | Estônia       | 68.32  | 24.61 (19) | 43.71 (22) |
| 21                | Andrea Lae                  | Noruega       | 67.90  | 23.96 (25) | 43.94 (18) |
| 22                | Oona Koivukoski             | Finlândia     | 67.36  | 24.46 (22) | 42.90 (24) |
| 23                | Madeleine Lidholm Torgersen | Noruega       | 67.14  | 27.58 (5)  | 39.56 (28) |
| 24                | Daria Zotova                | Rússia        | 65.90  | 25.26 (14) | 40.64 (26) |
| 25                | Angelina Mihhailova         | Estônia       | 64.99  | 21.75 (30) | 43.24 (23) |
| 26                | Uljana Nikulina             | Estônia       | 64.85  | 21.04 (35) | 43.81 (21) |
| 27                | Kerli Illipe                | Estônia       | 64.32  | 25.11 (15) | 39.21 (31) |
| 28                | Saga Lonnqvist              | Finlândia     | 63.43  | 24.10 (23) | 39.33 (30) |
| 29                | Sara Storksen Grovan        | Noruega       | 63.34  | 23.97 (24) | 39.37 (29) |
| 30                | Nika Osipova                | Rússia        | 61.57  | 18.91 (38) | 42.66 (25) |
| 31                | Viktoria Telepina           | Estônia       | 60.60  | 20.09 (36) | 40.51 (27) |
| 32                | Ingrid Nahkor               | Estônia       | 60.21  | 21.08 (34) | 39.13 (32) |
| 33                | Hanna-Kristella Lehtsaar    | Estônia       | 58.39  | 21.35 (32) | 37.04 (34) |
| 34                | Kristina Chistyakova        | Rússia        | 57.85  | 22.48 (28) | 35.37 (35) |
| 35                | Helene Adele Rinne          | Estônia       | 57.38  | 22.35 (29) | 35.03 (38) |
| 36                | Anastasia Yakovleva         | Rússia        | 56.91  | 21.61 (31) | 35.30 (36) |
| 37                | Madeleine Eriksen           | Noruega       | 56.46  | 21.28 (33) | 35.18 (37) |
| 38                | Karoliine Raudsepp          | Estônia       | 54.01  | 15.87 (40) | 38.14 (33) |
| 39                | Gerli Kagi                  | Estônia       | 49.33  | 19.66 (37) | 29.67 (40) |
| 40                | Ekaterina Kasatkina         | Rússia        | 48.43  | 16.16 (39) | 32.27 (39) |
| WD                | Darja Fjodorova             | Estônia       | —      | — (WD)     |            |
| WD                | Emilia Piispanen            | Finlândia     | —      | — (WD)     |            |
| WD                | Polina Vishnivetskaia       | Rússia        | —      | — (WD)     |            |

#### Dança no gelo avançado
| Pos.              | Nome                              | Nacionalidade | Pontos | P1       | P2       | PL        |
| ----------------- | --------------------------------- | ------------- | ------ | -------- | -------- | --------- |
| Medalha de ouro   | Viktoria Semenjuk / Artur Gruzdev | Estônia       | 60.48  | 9.76 (1) | 9.74 (2) | 40.98 (2) |
| Medalha de prata  | Polina Kalinina / Maksim Nekrasov | Rússia        | 60.22  | 9.44 (2) | 9.76 (1) | 41.02 (1) |
| Medalha de bronze | Katerina Bunina / Andrei Sokolov  | Estônia       | 54.45  | 9.33 (3) | 8.91 (3) | 36.21 (3) |

## Quadro de medalhas
Sênior
| Ordem | País      | Medalha de ouro | Medalha de prata | Medalha de bronze |   | Ordem por total |
| ----- | --------- | --------------- | ---------------- | ----------------- | - | --------------- |
| 1     | Estônia   | 1               |                  |                   | 1 | 2               |
| 2     | Finlândia |                 | 1                | 1                 | 2 | 1               |
| TOTAL | TOTAL     | 1               | 1                | 1                 | 3 | —               |